# مدرسه مدیریت راتمن
مدرسه مدیریت جوزف ال. راتمن
(به انگلیسی: Joseph L. Rotman School of Management) مدرسه کسب‌وکار دانشگاه تورنتو است که در مرکز شهر تورنتو واقع شده‌است. دانشگاه تورنتو از سال ۱۹۰۱ در رشته‌های مربوط به تجارت و مدیریت دانشجو پذیرفته‌است، این مدرسه عالی در سال ۱۹۵۰ تأسیس شد و در آن زمان مؤسسه مدیریت کسب‌وکار (Institute of Business Administration) و سپس در سال ۱۹۷۲، دانشکده مطالعات مدیریت (Faculty of Management Studies) نام گرفت. این مرکز در سال ۱۹۸۶ دانشکده مدیریت نامگذاری شد و در سال ۱۹۹۷ و به افتخار جوزف ال راتمن نیکوکاری که در پیشرفت آن نقش زیادی داشت، مدرسه مدیریت جوزف ال. راتمن نامیده شد. این مدرسه، دوره‌های کارشناسی، کارشناسی ارشد و دکترا را در رشته‌های مدیریت کسب‌وکار، امور مالی و تجارت ارائه می‌دهد.